# Earth Mover
 (janvier 2018).
Albums de Cosmic Gate
No More Sleep
(2002) Sign of the Times
(2009)
Earth Mover est le troisième album, sorti en septembre 2006, du groupe de trance allemand Cosmic Gate, composé de Claus Terhoeven (alias Nic Chagall) et Stefan Bossems (alias DJ Bossi).
Le groupe édite également une Platinum Edition incluant une sélection de 19 remixes de certains titres de l'album et exclusivement disponible au format digital,.

## Liste des titres
Toutes les chansons sont écrites et composées par DJ Bossi, DJ Wave, Nic Chagall.
| 1.    | A Mile in My Shoes                  | Sir Adrian    | 7:14 |
| 2.    | I Feel Wonderful (AM 2 PM Edit)     | Jan Johnston  | 4:34 |
| 3.    | Element of Life                     |               | 5:58 |
| 4.    | Should've Known                     | Tiff Lacey    | 7:21 |
| 5.    | Analog Feel                         |               | 6:12 |
| 6.    | A Day That Fades                    | Roxanne Emery | 6:06 |
| 7.    | Bilingual (Break Beat Edit)         |               | 4:06 |
| 8.    | Guess Who?                          | Wippenberg    | 6:35 |
| 9.    | Race Car Driver (Paddock Club Edit) |               | 6:53 |
| 10.   | Consciousness                       |               | 6:23 |
| 11.   | Earth Mover                         |               | 5:56 |
| 12.   | This Is the Party                   | Jan Johnston  | 6:23 |
| 13.   | Ultra Curve                         |               | 3:54 |
| 77:35 |                                     |               |      |

| 1. | Should've Known (Extended Mix)       | 9:24 |
| 2. | Should've Known (Dub Mix)            | 9:31 |
| 3. | Should've Known (Radio Edit)         | 3:32 |
| 4. | Should've Known (Wippenberg Remix)   | 8:47 |
| 5. | Should've Known (DJ Delicious Remix) | 7:28 |
| 6. | Should've Known (Estuera Remix)      | 8:28 |

| 14. | I Feel Wonderful (Cosmic Gate’s AM to PM Mix) (feat. Jan Johnston)          | 10:54 |
| 15. | I Feel Wonderful (AM to PM Dub) (feat. Jan Johnston)                        | 8:36  |
| 16. | Should've Known (Extended Mix) (feat. Tiff Lacey)                           | 9:22  |
| 17. | Should've Known (Estuera Inside Info Remix) (feat. Tiff Lacey)              | 8:30  |
| 18. | Should've Known (DJ Delicious Remix) (feat. Tiff Lacey)                     | 7:23  |
| 19. | Should've Known (Dub Mix) (feat. Tiff Lacey)                                | 9:27  |
| 20. | Analog Feel (Extended Version)                                              | 7:52  |
| 21. | Analog Feel (Rank 1's Digital Re-Harsh)                                     | 6:44  |
| 22. | Analog Feel (Livecut Remix)                                                 | 8:26  |
| 23. | Should've Known (Wippenberg Remix) (feat. Tiff Lacey)                       | 8:45  |
| 24. | A Day That Fades (Cosmic Gate AM2PM Mix) (feat. Roxanne Emery)              | 8:08  |
| 25. | A Day That Fades (Cosmic Gate AM2PM Edit) (feat. Roxanne Emery)             | 4:09  |
| 26. | A Day That Fades (Inpetto Remix) (feat. Roxanne Emery)                      | 7:35  |
| 27. | A Day That Fades (Inpetto Edit) (feat. Roxanne Emery)                       | 3:44  |
| 28. | A Day That Fades (Inpetto Dub) (feat. Roxanne Emery)                        | 7:35  |
| 29. | A Day That Fades (Inpetto Instrumental) (feat. Roxanne Emery)               | 7:35  |
| 30. | A Day That Fades (Andrew Bennett & Tom Cloud Re-Edit) (feat. Roxanne Emery) | 8:04  |
| 31. | A Day That Fades (Andrew Bennett & Tom Cloud Remix) (feat. Roxanne Emery)   | 9:19  |
| 32. | A Day That Fades (Shifted Reality Remix) (feat. Roxanne Emery)              | 7:07  |